# جان ملکم
سرلشکر سر جان مَلکُم (به انگلیسی: Sir John Malcolm) ‏ (دارای نشان شوالیهٔ حمام و نشان شیر و خورشید) (۲ مه ۱۷۶۹ – ۳۰ مه ۱۸۳۳) افسر اسکاتلندی کمپانی هند شرقی، دیپلمات، تاریخدان و سیاست‌مدار بود. او در سالهای آغازین قرن نوزدهم بارها از سوی کمپانی برای بستن پیمان نامه‌های سیاسی و بازرگانی به دربار قاجار فرستاده شد.
سر جان ملکم سیاستمدار بریتانیایی در بازدید از تخت جمشید بر روی سنگ کاخ دروازه کشورها یادگاری نوشت.
او که سفیر امپراتوری بریتانیا در دربار فتحعلی‌شاه بود، برای نوشتن و تالیف کتاب تاریخ ایران، از ارتش بریتانیا ۵ سال مرخصی گرفت.

## سال‌های نخست زندگی
سر جان ملکم در سال ۱۷۶۹ به دنیا آمد. وی ۹ برادر و ۶ خواهر داشت. جان چهارمین پسر جُرج ملکُم، کشاورزی تهی‌دست بود که در اسکادل (از شهرهای مرزی اسکاتلند و انگلستان) به همراه همسرش مارگارت پاسلی زندگی می‌کرد. پدربزرگ جان به نام رابرت ملکم کشیش بود اما پسرش نتوانسته بود راه او را ادامه بدهد چون در گفتار مشکل داشت. جرج ملکم به دلیل اجاره‌بهایی که برای زمین کشاورزی‌اش می‌داد به شدت دچار مشکل مالی بود.
در سال ۱۷۸۱ یعنی وقتی جان دوازده سالش بود، دایی‌اش او را به لندن برد و به مدرسه سپرد اما می‌خواست سریعاً او را به ارتش ملحق کند. در نهایت موفق شد و جان در ۱۶ آوریل ۱۷۸۳ با کشتی‌ای به نام بازبریج وارد شهر مدرس هندوستان شد.
او توانست در طول پنجاه سال بعد در کمپانی هند شرقی به جایگاهی عالی دست یابد. او در کودکی بسیار پُر شور و شوق بود و این روحیه را تا پایان عمر به همراه داشت به طوری که همیشه علاقه‌مند به ورزش‌های میدانی و بازی بود. اما پشت این ظاهر خروشان، نیروی فکری جدی و استعدادی قابل توجه برای حکومت‌گری قرار داشت.

## دوران کاری
جان ملکم در سال ۱۷۸۳ در چهارده سالگی با درجه ستوان دومی به ارتش کمپانی هند شرقی بریتانیا در مدرس آمد. هنگامی که جان ملکم به هند رسید ارتش کمپانی هند شرقی سرگرم جنگ با تیپو سلطان بود. یگانی که وی در آن بود نیز برای جنگ با نیروهای تیپو سلطان رهسپار شدند. پس از چند سال که در چارچوب نیروهای انگلیسی به شکست دادن هندیان بومی پرداخت، با سر جان کن‌ناوِی و گرام مرسر آشنا شد. از آن زمان بر آن شد که با زبان‌های بومی درباری به‌ویژه فارسی آشنا شود.
او یازده سال در این نیرو خدمت کرد و سپس ناچار شد برای بازیابی تندرستی خود یک سال به بریتانیا بازگردد. در سال ۱۷۹۵ در جایگاه آجودان ژنرال سِر آلورد کلارک به هند بازگشت و درگرفتن دماغه امید نیک با وی همراهی کرد. جان ملکم در روند جنگ انگلستان و میسور در سال ۱۷۹۹ در قالب نیروهای کمکی حیدرآباد خدمت کرد و سپس در نقش دبیر کمیسیون آشتی که دولت تازه میسور را ساخت کار کرد. کمی دیگر در همان سال، لرد مورنینگتون فرمانفرمای هندوستان (که در آینده مارکیز ولزلی خوانده شد) او را به سرپرستی یک گروه دیپلماتیک به ایران فرستاد.

### ملکم در ایران
فرمانفرمای هندوستان سه دستورکار برای جان ملکم در نظر گرفته بود: نخست اینکه ایرانی‌ها را همراه خویش کند تا خیال کمپانی را دربارهٔ خطر زمان‌شاه درانی که در بخش هایی از افغانستان کنونی پادشاهی می‌کرد و تهدیدی برای هندوستان بود آسوده نمایند؛ دوم، شر فرانسوی‌هایی که در تلاش برای نفوذ به هند از راه ایران بودند را کم کند؛ و سوم اینکه زمینه گسترش بازرگانی با ایران را فراهم نماید.

#### سفر به دارالخلافه
او پیش از به راه افتادن، با فرماندار بمبئی به نام جاناتان دانکن نامه‌نگاری کرد و با نگاه به دانسته‌های ارزشمندی که او از راه آشنایی با نمایندگان کمپانی در بوشهر (از جمله میرزا مهدی‌علی) داشت، از وی خواست هر آنچه دربارهٔ ایران باید بداند را برایش بفرستد. کمی دیگر به دربار شاه ایران در تهران و فرماندار فارس نامه نوشت و ایشان را از دیدار خود از ایران آگاه کرد.
ملکم که در آن زمان درجه سروانی داشت، در ۲۹ دسامبر ۱۷۹۹ بمبئی را همراه با پیشکشهای گرانبها سوار بر کشتی به نام همان شهر، به سوی خلیج فارس پشت سر گذاشت. او در گذر سفر پیشکشهای بسیاری میان ایرانیان پخش کرد و انگیزه وی از این کار خوشنودساختن ایرانیان و نمایش داراییها، فناوری و هنر انگلیسی‌ها بود. همراهان ملکم اینان بودند: سروان ویلیام کمبل، دستیار یکم؛ ستوان چارلز پاسلی و ریچارد استارچی، دستیاران دیگر؛ ستوان جان کولبروک، فرمانده نگهبانان؛ گیلبرت بریگز، پزشک جراح؛ و ویلیام هالینگبری، نویسنده. کشتی در ۸ ژانویه ۱۸۰۰ به مسقط رسید. سروان ملکم در آنجا با امام مسقط دیدار کرد و یک پزشک انگلیسی را در جایگاه نماینده کمپانی در آنجا گماشت. او با دادن پیشکشهای فراوان به امام مسقط از وی خواست که از همکاری با فرانسوی‌ها بپرهیزد.
کشتی بمبئی در ۱ فوریه ۱۸۰۰ (۱۲ بهمن ۱۱۷۸) به بندر بوشهر رسید و سروان ملکم و همراهانش از سوی شیخ ناصر حاکم بوشهر پذیره شدند. وی در آنجا چشم به راه نامهٔ فرماندار فارس ماند ولی از آنجا که نامه‌ای که به دستش رسید به گمان وی جایگاه او را در نظر نگرفته بود آماده رفتن نشد. او می‌خواست که هم‌رده یک وزیر در نظر گرفته شود؛ با این همه وزیران شاهزادهٔ فارس بر این باور بودند که او فرستادهٔ فرمانفرمای هند است که خود پیرو شاه انگلستان است و تنها شاه ایران می‌تواند پروانه دهد که ملکم همانند یک وزیر در نظر گرفته شود.
در همین زمان میرزا مهدی‌علی از بصره به بوشهر بازگشت و ملکم را از همه مأموریت همانندی که پیش‌تر از سوی کمپانی به وی واگذارشده بود باخبر ساخت. سرانجام فرمان شاه در ۱۳ مه ۱۸۰۰ به دست ملکم رسیده و او به تهران فراخوانده شد. وی در آغاز با کاروانی بزرگ به سوی شیراز رفت و با شاهزاده دیدار کرد و به او و درباریانش پیشکشی فراوان داد. سپس به سوی تهران راه افتاد. در میان راه با پذیره ۱۰ هزار نیروی اصفهانی روبرو شد و یک ماه در اصفهان از وی پذیرایی شایانی شد. با این همه ملکم در نامه‌ای مورخ ۲۷ اکتبر ۱۸۰۰ از اصفهان به ادمونستون اینگونه نوشت: «اگر با مردمان عاقل و میانه‌رو روبرو بودم ترسی نداشتم اما بناچار با نژادی روبرو هستم که بی این هر دو صفت می‌باشند.» سپس به سوی کاشان به راه افتاد و دوباره به پذیرایی دست و دلبازانه مردم آنجا رسید. هنگامی که گروه همراه ملکم به دارالخلافه رسید، او را در خانه حاج ابراهیم کلانتر صدراعظم جای دادند.
ملکم در ۱۶ نوامبر ۱۸۰۰ (۲۵ آبان ۱۱۷۹) به پیشگاه فتحعلی‌شاه قاجار رسید تا نامه شاه انگلستان را پیشکش کند. کاخ شاه قاجار و پوشش او، ملکم را شگفت‌زده کرد. شاه پرسش‌های فراوانی دربارهٔ شاه انگلستان و شیوهٔ جانشینی شاهزادگان از ملکم پرسید. در ۲۷ نوامبر ملکم برای پیشکش رهاوردهای خود به کاخ آمد. ارمغانهای او اینها بود: ساعت‌های جواهرنشان، جعبه‌های زرکوب، لوسترهای شیشه‌ای، تپانچه‌های زیبا، تفنگ بادی، یک الماس گرانبها و آینه‌هایی که بردن آنها سختی فراوانی برای گروه همراه ملکم داشت. شاه یک ساعت برای خوب نگریستن پیشکشها وقت گذاشت. ملکم بر این باور بود از آنجا که این مردم «حتی دو مرحله هم از بربریت جدایی نگرفته‌اند» باید ایشان را با رشوه خرید.

#### گفتگوها

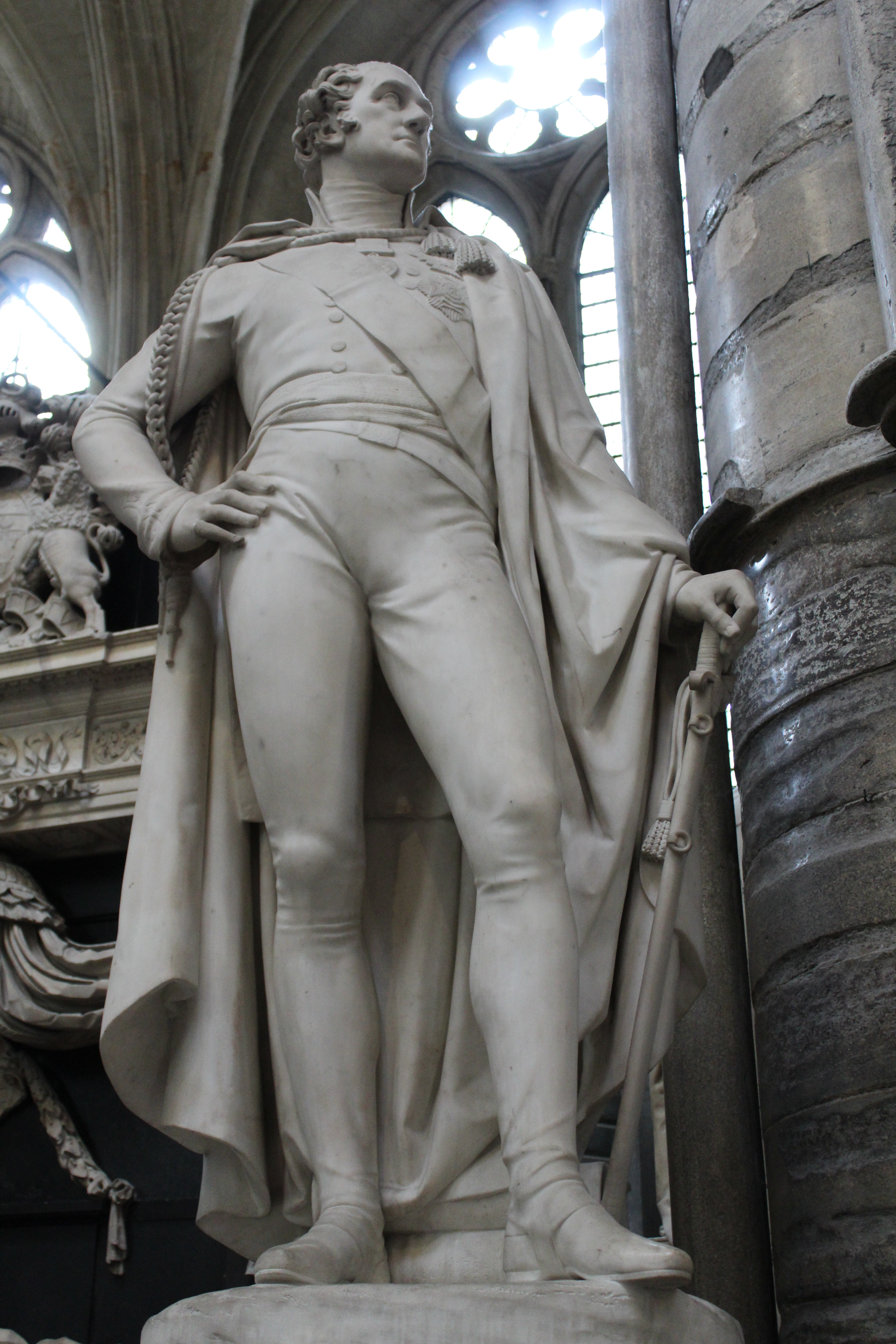
مجسمه جان ملکم در کلیسای وست‌مینستر

کمی دیگر مذاکرات ملکم با حاجی ابراهیم خان کلانتر صدراعظم برای بستن پیمان نامه آغاز شد. در این زمان حمله‌های سپاه ایران به نیروهای زمان‌شاه درانی که به خواستهٔ میرزا مهدی علی (فرستادهٔ پیشین کمپانی هند شرقی) انجام شده بود مایه آن شده بود که زمان‌شاه ناتوان شود. شورش شاهزاده محمود نیز به سختی روزگار زمان‌شاه افزود. از این رو دستکم در آن زمان انگلستان ترسی از سوی درانی‌ها نداشت. از سوی دیگر از مصر خبر رسید که فرانسوی‌ها آنجا را رها کرده‌اند. ملکم با آگاهی به این اخبار، می‌توانست گفتگوها را از جایگاه بالاتری آغاز کند. از این رو گفت که چون از نظرات شاه انگلستان آگاهی درستی ندارد نمی‌تواند پیمان نامهٔ سیاسی با ایران ببندد و می‌خواهد که تنها دربارهٔ پیمان نامهٔ بازرگانی با ایران گفتگو نماید. اما حاج ابراهیم به بستن هر دو پیمان پافشاری داشت. سرانجام برنامه چنین شد که ملکم پیش‌نویس هر دو پیمان را آماده کند.
ملکم در پیش‌نویس پیمان بازرگانی این پیش نیازها را آورد: برپایی تجارت آزاد میان دو کشور؛ پروانه ساخت کارخانه به‌دست بازرگانان انگلیسی در هر جا از خاک ایران که بخواهند؛ روادید کیفر بزهکاران ایرانی از سوی کارفرماهای انگلیسی؛ بخشودگی مالیاتی و گمرکی انگلیسی‌ها و هندی‌های وابسته به کارخانه‌های انگلیسی؛ بخشودگی مالیاتی کالاهای آمده از کمپانی هند شرقی به ایران؛ بایستگی یاری رسانی به کشتی‌های دو کشور از سوی طرف دیگر؛ و بایستگی گرفتن جزیره‌های قشم، انجام (Anjam) و خارک از سوی انگلیسی‌ها.
پیش‌نویس پیمان سیاسی این چنین بود: هیچ طرفی نباید هرگز به دشمنان طرف دیگر یاری رساند؛ ایران با خواسته‌های زمان‌شاه رویارویی کند و شاه ایران نباید با او آشتی کند؛ با حمله زمان‌شاه به هندوستان، شاه ایران باید بی درنگ به زمان‌شاه حمله کند؛ با حمله زمان‌شاه به ایران، کمپانی هند شرقی به ایران کمک رزمی کند؛ کمپانی به کار کنونی شاه در خراسان کمک کند؛ ایران باید با آمدن فرانسوی‌ها به خاک ایران رویارویی کند و کمپانی کمک‌ها و آماد نیاز در این باره را در دسترس ایران بگذارد؛ و شاه ایران نباید به هیچ‌یک از فرانسوی‌ها یا هم‌پیمانان ایشان پروانه ساخت دژ داده یا بگذارد در سرزمینهای وابسته به ایران پایگاهی داشته باشند.
درباریان قاجار در میان این شروط، به موضوع حق اشغال جزایر یادشده اعتراض داشتند. ملکم اظهار داشت که حضور نیروهای انگلیسی در این جزایر برای مبارزه با دزدان دریایی است. شاه با کلیات هر دو پیمان موافق بود و تنها تصمیم داشت موضوع اشغال جزایر تا زمانی که ایران به هندوستان سفیر بفرستد مسکوت بماند. به هر حال شرط یادشده باعث شد که امضای پیمان به ژانویهٔ ۱۸۰۱ کشیده شود. ملکم به شدت بر موضوع اشغال جزایر پافشاری می‌کرد و از این رو به توزیع هدایا بین مخالفان پرداخت. در یادداشت‌های ملکم آمده‌است که دلیل پافشاری او بر این بند این بوده که با ایجاد حساسیت برای ایرانی‌ها در این خصوص، آنها را نسبت به بندهای دیگر (به‌ویژه پیمان سیاسی) غیرحساس گرداند. در نهایت دو طرف حاضر شدند در متن پیمان تجاری، موضوعات دیگر را به زمان ورود سفیر ایران به خاک هندوستان موکول کنند. بالاخره پس از روزها تأخیر در امضای قرارداد از سوی ایرانی‌ها، در روز ۲۸ ژانویه ۱۸۰۱ حاجی ابراهیم کلانتر و سر جان ملکم پیمان‌ها را امضا کردند. با این حال این پیمان‌ها تمام‌شده نبودند تا این که یک ایرانی به خاک هند رفته و کار را به پایان برساند.
مسئله این بود که علی‌رغم امضای این پیمان‌ها تغییر چندانی در روابط دو طرف در طول چند سال بعد ایجاد نشد تا اینکه پیمان دیگری بین دو طرف به امضا رسید. با این حال روح متن این پیمان‌ها تأثیر خود را بر روابط دو کشور و پیمان‌های آتی گذاشت. ملکم موفق شد در آن زمان ترس انگلیسی‌ها از زمان‌شاه را از ایرانی‌ها مخفی نگاه دارد و آن را به عنوان موضوعی فرعی مطرح نماید در حالی که هدف اصلی خود را عقد قرارداد تجاری مطرح می‌کرد.

#### سفر بازگشت
ملکم در هنگام بازگشت، تهران را به مقصد همدان ترک کرد. شاه پیش از حرکت ملکم به او یک خلعت، یک خنجر جواهرنشان و نگاره‌ای از خود اعطا کرده بود. در طول مسیر برخی همراهان ملکم بیمار شدند و چشمان خودش هم به خاطر برف فراوان آسیب دید و چند روزی قادر به دیدن نبود. او گزارش سفر خود را هنگام خروج از تهران به هندوستان فرستاد و خیال فرمانروای هند را از نگرانی در خصوص زمان‌شاه راحت کرد. نامه‌هایی هم که از کلکته به او نوشته شد، خیالش را از بابت رضایت فرمانروا از اقدامات او آسوده ساخت.
در ۲۳ فوریه همدان را ترک و به سمت بغداد رفت تا با پاشای شهر دیدار کرده و نامهٔ فرمانروای هندوستان را به او برساند. در آن زمان بغداد و کل عراق امروزی در اختیار امپراتوری عثمانی بود. جان ملکم در بغداد برای اولین بار سر هارفورد جونز که در آن زمان نمایندهٔ دولت انگلستان در بغداد بود را ملاقات کرد. ملکم و هیئت همراه او در ۳۱ مارس بغداد را ترک کرده و به سمت بصره رفتند. آنها در ۲۲ آوریل به بوشهر رسیدند و دو روز بعد سفر دریایی به هندوستان را آغاز کردند. در میان راه مجبور شدند به دلیل بدی آب و هوا در مسقط توقف کنند اما در نهایت در ۱۳ مه به بمبئی رسیدند.
جان ملکم پس از رسیدن به هندوستان، منشی مخصوص ولزلی در کلکته شد.

### بازگشت به هند

#### قتل سفیر ایران
پیشتر آمد که برای عقد پیمان‌های سیاسی و تجاری لازم بود ایران نیز سفیری به کمپانی بفرستد. برای این کار حاجی خلیل‌خان ملک‌التجار انتخاب شد. حاجی خلیل خان در ۲۱ مه ۱۸۰۲ به بمبئی رسید و تصمیم گرفت کمی در آنجا بماند. طبق روایت انگلیسی‌ها، در یکی از روزهای ژوئیه ۱۸۰۲ دعوایی میان محافظان وی و سربازان هندی کمپانی درگرفت. دعوا به زد و خورد و تیراندازی کشید. حاجی خلیل‌خان شخصاً برای جدا کردن آنها اقدام کرد و در این میان تیری به وی خورد و در جا کشته شد. وحشت عظیمی بر تمام تشکیلات انگلیسی‌ها در هند حاکم شد.
لرد ولسلی فرمانروای هند، تصمیم گرفت حل ماجرا را به عهدهٔ جان ملکم بگذارد. ملکم پس از آنکه برای انجام مأموریت‌های دیگر به شهرهای پونه و حیدرآباد رفت، در نهایت در روز ۱۰ اکتبر به بمبئی رسید و تصمیم گرفت جنازه حاجی خلیل‌خان را به همراه حدوداً چهل تن از همراهان وی برای تدفین به کربلا بفرستد. قرار شد حدود هشتاد ایرانی دیگر که از همراهان حاجی بودند در بمبئی بمانند. وی نامه‌هایی به فتحعلی‌شاه، میرزا شفیع مازندرانی، میرزا بزرگ و چراغعلی خان نوایی نوشت و مراتب را اطلاع و از اقدامات خود خبر داد. همچنین او هدایای بسیاری برای ایرانی‌ها فرستاد.
در این زمان میرزا مهدی‌علی‌خان بهادرجنگ به عنوان نمایندهٔ کمپانی در بوشهر حضور داشت. وی به محض شنیدن خبر کشته شدن حاجی خلیل‌خان نامه‌هایی را به اطراف و اکناف از جمله دربار ایران فرستاد و در آنها ادعا کرد که مرگ سفیر ایران به دلیل سوءرفتار خودش بوده‌است. ملکم که از این دروغ‌ها مطلع شد تصمیم گرفت ترتیب عزل او را داده و شخصی به نام لاوت را به جای او در بوشهر بگمارد. جاناتان هِنری لاوِت کسی بود که قرار بود نامه‌های ملکم را به دربار ببرد اما مریض شد و به جای او پاسلی را فرستادند.
ملکم توانست در این جریان رضایت همه از جمله شاه را به دست آورد. بعدها شنیده شد که در شیراز می‌گویند اگر انگلیسی‌ها همینقدر سخاوتمند باشند می‌توانند ده تن از سفرای ما را بکشند.
جان ملکم در جنگ انگلیس و ماراتا در ۵–۱۸۰۳ به عنوان نمایندهٔ فرمانفرمای هند و نمایندهٔ دیپلماتیک وی حضور داشت و آرتور ولزلی (که بعدها دوک ولینگتون خوانده شد) را همراهی کرد. این دو نفر تا پایان عمر دوستان نزدیکی بودند. او در سال ۱۸۰۴ نمایندهٔ مقیم بریتانیا در میسور بود و در سال‌های ۶–۱۸۰۵ به همراه ژنرال لِیک در شمال هند خدمت کرد.

### مأموریت دوم به ایران

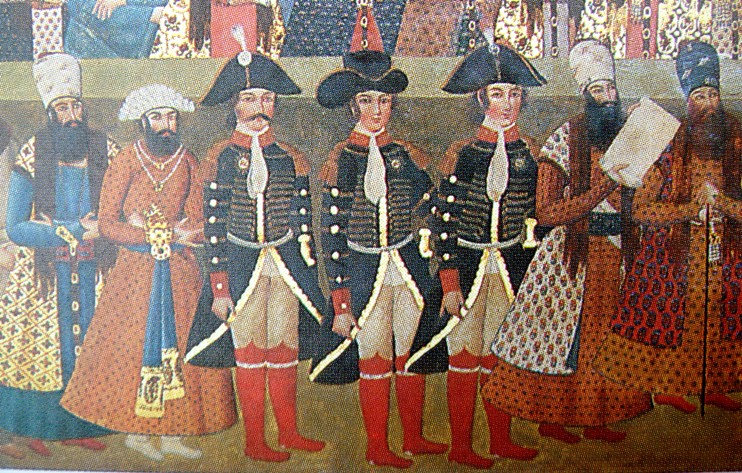
جان ملکم، هارفورد جونز و گور اوزلی در دربار فتحعلی‌شاه قاجار در سال ۱۸۰۸ میلادی

لرد مینتو فرمانفرمای بعدی هندوستان در اوایل سال ۱۸۰۸ جان ملکم را برای بار دوم به دربار ایران فرستاد. این بار نفوذ فرانسوی‌ها به حدی رسیده بود که دربار استقبال چندانی از وی نکرد. سال بعد هیئت دیگری از سوی دربار لندن به زعامت سر هارفورد جونس به ایران آمد و در مأموریت خود موفق شد. او توانست با پیمانی که با ایران بست، فرانسوی‌ها را از این کشور بیرون کند.

### سومین مأموریت به دربار قاجار
ملکم در سال ۱۸۱۰ بار دیگر به ایران فرستاده شد اما در این زمان دولت بریتانیا تصمیم گرفته بود مستقیماً با تهران روابط دیپلماتیک برقرار کند و از این رو سر گور اوزلی به عنوان سفیر به ایران آمد.

### نگارش تاریخ ایران
در سال ۱۸۱۲ جان ملکم یک مرخصی پنج ساله از ارتش گرفت و به لندن بازگشت. او در این زمان بیشتر وقت خود را به نگارش اختصاص داد و تاریخ ایران را در سال ۱۸۱۵ تکمیل کرد. این نخستین کتاب تاریخی انگلیسی بود که مستقیماً بر مبنای منابع ایرانی نگاشته شده بود. به همین دلیل وی از دانشگاه آکسفورد مدرک افتخاری دکترای حقوق دریافت کرد.

### بازگشت به هندوستان
هنگامی که در سال ۱۸۱۷ به هندوستان بازگشت، از طرف فرمانفرمای وقت به عنوان مأمور مذاکراتی که در نهایت منجر به سومین جنگ انگلیس و میسور شد تعیین گردید. همچنین در این جنگ وی به عنوان ژنرال توانست در دسامبر ۱۸۱۷ نیروهای کمپانی هند شرقی را در برابر مهاراجه هولکار در نبرد مهدیپور شکست دهد. در طول سه سال بعد او در مرکز هند (تقریباً معادل مادیا پرادش امروزی) حکومت کرد. وی در سال ۱۸۲۲ میلادی به بریتانیا بازگشت و همراه با خانواده‌اش زندگی کرد و دو کتاب دیگر هم نوشت.

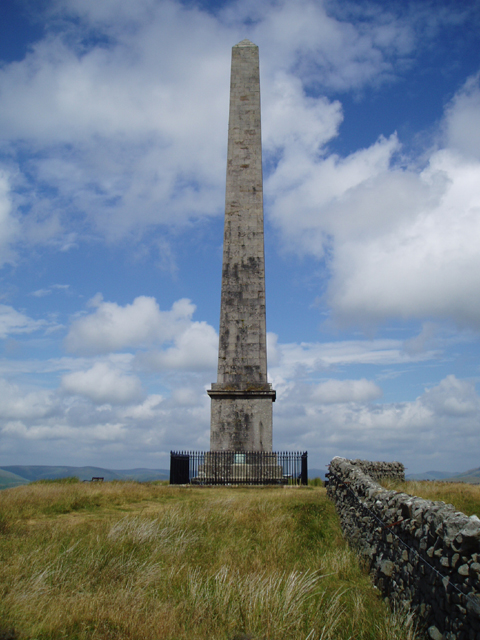
ابلیسکی به طول ۳۰ متر که به یادبود سِر جان ملکم در ویتاهیل از توابع شهر لنگهولم اسکاتلند ساخته‌اند.

در ۱۸۲۷ میلادی او را به فرمانداری بمبئی گماشتند. از نظر کمپانی دوران فرمانداری او به طوری کلی موفقیت‌آمیز بوده‌است. با این حال وی چندی دچار این دردسر بود که قضات دیوان عالی بمبئی خواستار تعمیم حوزهٔ قضایی خود فراتر از بمبئی و تا مناطق داخلی دکن شده بودند. این مناطق به تازگی از ماراتا پیشوای شهر پونه گرفته شده بود. ملکم در فوریه ۱۸۳۰ به منظور برانداختن رسم ساتی (خودسوزی زنان بیوه در هیزم‌هایی که برای شوهران مرده‌شان تهیه شده بود) و نوزادکشی به شهر گجرات رفت تا با ساهاجاناند سُوامی مؤسس مذهب سوامینارایان در دین هندو ملاقات کند. این شخص خود نیز به دنبال اصلاحات مشابه بود. از این رو یاد جان ملکم از آن پس در ادبیات سوامینارایان بارها تکرار شده‌است. جان ملکم و حاکم پیشین بمبئی به نام مونت‌استوارت الفنستون از طرفداران آموزش و پرورش هندی‌ها برای تصاحب مدارج عالی دولتی بودند. ملکم در آن سال‌ها رئیس انجمن ادبی بمبئی نیز بود.

### بازگشت به سرزمین مادری
بالاخره ملکم در سال ۱۸۳۱ به بریتانیا بازگشت و به سرعت از طرف حوزهٔ لانستون (با آرای کم) نمایندهٔ مجلس شد. او در پارلمان به طرفداری دوستش دوک ولینگتون و طرح اصلاح انتخابات که توسط وی ارائه شده بود پرداخت. ملکم سالن وارفیلد را از خانوادهٔ پَری خرید و به نوسازی آن پرداخت. آخرین فعالیت عمومی وی، سخنرانی برای سهامداران کمپانی هند شرقی در آوریل ۱۸۳۳ بود تا ایشان را به قبول شرایط جدید دولت برای بروزآوری منشور کمپانی راضی کند. وی کمی پس از این سخنرانی سکته کرد و در ۳۰ مه ۱۸۳۳ درگذشت. ملکم را در کلیسای سنت‌جیمز پیکادلی دفن کردند.
چند مجسمه از جان ملکم در جناح شمالی کلیسای وست‌مینستر و سالن شهر بمبئی قرار دارد. در ویتاهیل واقع در لنگهولم اسکاتلند یک ابلیسک ۱۰۰ فوتی به یاد دستاوردهای او نصب کرده‌اند.

## خانواده
سر جان ملکم در در ۴ ژوئن ۱۸۰۷ میلادی در میسور با ایزابلا شارلوت کمبل، دختر دوم ژنرال الکساندر کمبل ازدواج کرد. از آن دو، پنج فرزند به نام‌های مارگارت، جرج الکساندر، شارلوت المپیا، آن آملیا و کاترین ولسلی به جا ماند.

## یادگار
جان ملکم به همراه دو تن از هم‌عصران خود به نام‌های مونت‌استوارت الفنستون و سر توماس مونرو، معماران سه اصل حاکمیت بریتانیا بر هند بودند که حکمت آن‌ها «به سرعت فراموش و بسیار دیر به یاد آورده شد». از این سه اصل چهار تم می‌توان دریافت کرد. نخست اینکه، هند باید بر اساس منفعت کمپانی و البته هندیان (و نه بر اساس منفعت ساکنان بریتانیایی هند) اداره شود. دوم؛ حاکمیت غیرمستقیم بر هند ارجحیت دارد و باید حاکمان فعلی هند را تا جای ممکن باقی گذاشت و نباید مزاحمتی برای روش‌های سنتی حکومت، دین‌داری و ساختار اجتماعی ایشان ایجاد نمود. سوم؛ ملکم به گسترش نقش بخشداران در اداره امور مستعمرات هند کمک کرد. بخشداران گروه کوچکی از مدیران قدرتمند بودند که در ظاهر نیروی زیادی از ایشان حمایت نمی‌کرد. چهارم؛ ملکم طرفدار سیاست خارجی «پیشرو» بود به این معنی که با حکومت‌های اطراف هند نظیر ایران، افغانستان و آسیای مرکزی ارتباط دیپلماتیک قوی برقرار گردد.
او مرشد و الهام‌بخشِ چندین دولتمرد انگلیسی-هندی بوده‌است که از میان آن‌ها می‌توان به هنری پاتینجر، چارلز متکالف، الکساندر برنز و هنری راولینسون اشاره کرد. او به زبان فارسی مسلط بود و با فرهنگ و تاریخ ایران آشنایی بسیار داشت.
برخی منابع مدعی هستند که سر جان ملکم برای اولین بار سیب‌زمینی را به ایرانیان معرفی کرد و این محصول در ابتدا به «آلوی مَلکُم» مشهور شد. این در حالی است که سر جام ملکم در سفرنامه و کتاب‌های متعددی که نوشته هیچ اشاره‌ای به این عمل نکرده‌است. ملکم در سفرهایی که در طول ایران داشت همهٔ محصولات کشاورزی را که می‌دید همراه با کیفیت آنها گزارش کرده‌است. اما او هیچ اشاره‌ای به وجود یا عدم وجود این گیاه در ایران یا اهدای آن به شاه ایران نکرده‌است. ضمناً وی در کتاب خود نام تک تک هدایای خود به فتحعلیشاه را ذکر کرده اما نامی از سیب‌زمینی نبرده‌است.

## آثار
از ملکم ۹ کتاب و یک جلد دیوان شعر به جا مانده‌است:
- شرحی از تاریخ سیاسی هند، ۱۸۱۱
- شرحی از احوال سیک‌ها، ۱۸۱۲
- آشوب‌های ارتش مدرس در سال ۱۸۰۸، ۱۸۱۲
- تاریخ ایران، از دوران‌های اولیه تا کنون: شامل شرح دین، دولت، عادات و اخلاقیات ساکنان آن سرزمین شاهنشاهی، ۱۸۱۵ (اولین ترجمه: میرزا اسماعیل حیرت (در هند)[۱۲])
- خاطراتی از هند مرکزی به همراه مالوا و استان‌های اطراف، ۱۸۲۳
- تاریخ سیاسی هند، از ۱۷۸۴ تا ۱۸۲۳، ۱۸۲۶
- شرحی از ایران، ۱۸۲۷
- حکومت هند، ۱۸۳۳
- حیات رابرت، لرد کلایو: گردآوری‌شده از نامه‌های خانوادگی ارل پویس، ۱۸۳۶ (انتشار پس از مرگ)